# Wanda von Debschitz-Kunowski
Wanda Wilhelmine Auguste von Debschitz-Kunowski (Hammer, 8 gennaio 1870 – Berlino, 23 aprile 1935) è stata una fotografa tedesca.

## Biografia
Wanda von Kunowski nacque l'8 gennaio 1870 ad Hammer, distretto di Czarnikau, figlia di Hélène von Bethe (1837-1887) e del maggiore prussiano August von Kunowski (1836-1883).
Intorno al 1890, dopo aver studiato pittura a Berlino con Carl Gussow, si trasferì a Monaco e prese ulteriori lezioni dal pittore Heinrich Nauen.

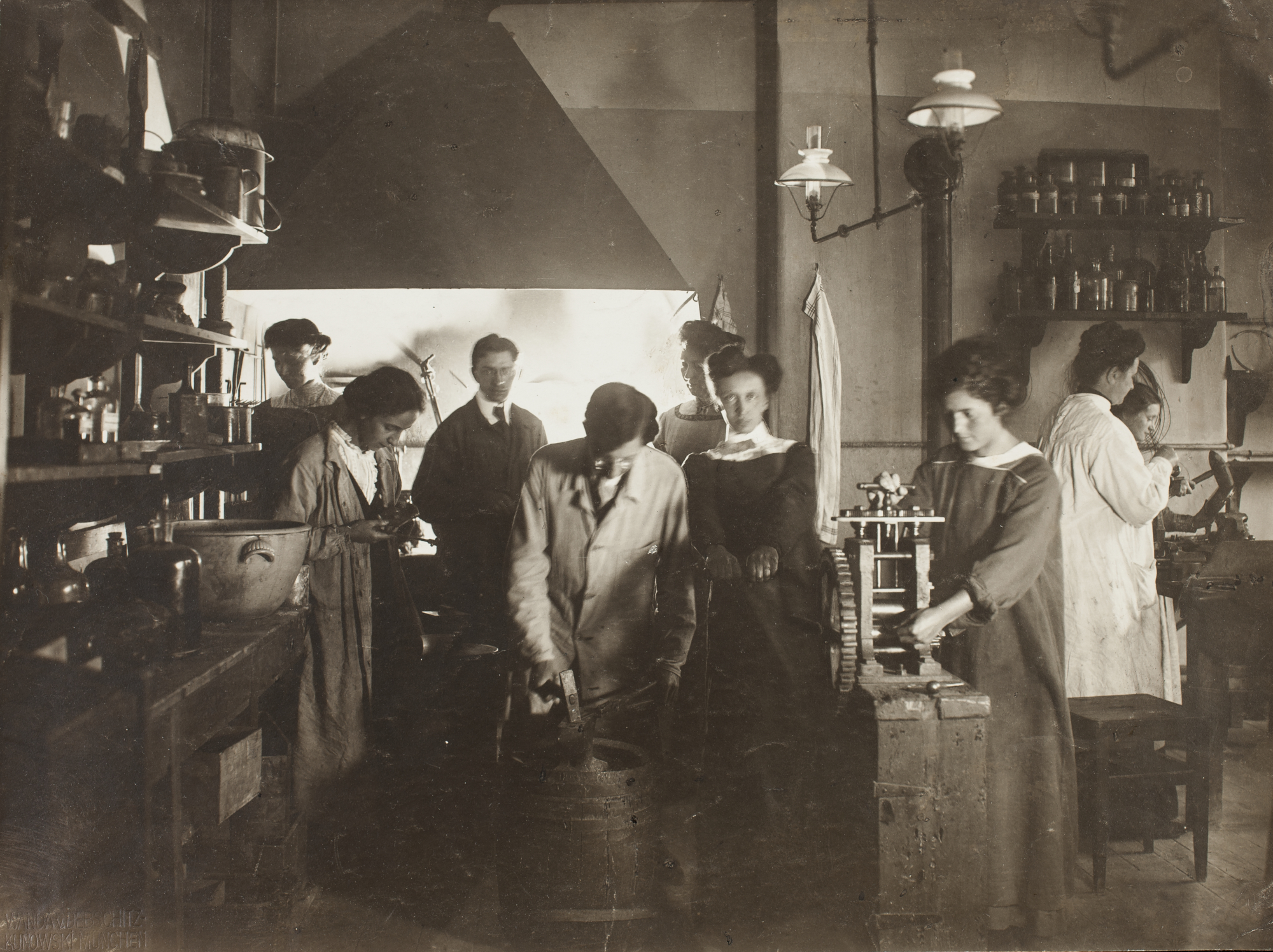
Il laboratorio di metallurgia della scuola Debschitz

Nel 1898 sposò a Görlitz il pittore e scultore Wilhelm von Debschitz (1871-1948), con il quale ebbe tre figli.
Nel 1902 il marito e lo scultore Hermann Obrist fondarono a Schwabing, nel cuore del quartiere bohémien di Monaco, una scuola privata di arte e design, lo Studio di formazione e sperimentazione per l'arte pura e applicata, comunemente noto come Debschitz-Schule. Alla scuola, che unì l'insegnamento delle arti applicate alle belle belle arti, anticipando la filosofia del Bauhaus, si formarono diversi artisti dell'epoca, come Ernst Ludwig Kirchner e Sophie Taeuber-Arp.
Wanda von Debschitz-Kunowski vi lavorò con il marito fino alla sua chiusura nel 1914, dapprima nel laboratorio di metallurgia (1902–1905), poi insegnando fotografia (1905–1914) e dirigendo il Workshop per l'arte del ritratto fotografico (Werkstätte für photographische Bildniskunst). Si specializzò in ritrattistica, fotografò studenti, insegnanti e molti personalità famose del tempo, tra cui Anna e Karl Wolfskehl, Martin Buber ed Erna Morena Fuchs.
Nel 1905 Debschitz-Kunowski venne accettata con Sophie Reynier alla frequenza dei corsi al Lehrund Versuchsanstalt für Photographie, un istituto di istruzione sovvenzionato dal governo dello Stato bavarese, fondato su iniziativa dell'Associazione dei fotografi della Germania meridionale. Frequentò la classe di Hans Spörl e prese lezioni dal fotografo e pittore statunitense Frank Eugene, uno dei più importanti rappresentanti del tempo della fotografia artistica.
Quando la scuola Debschitz venne chiusa, nel 1914, la fotografa seguì il marito ad Hannover, dove aveva trovato un nuovo lavoro. Nel 1918 fu autrice con Germaine Krull e Josef Pécsi del portfolio fotografico Der Akt, pubblicato da Eichhorn-Verlag, che comprendeva venti nudi femminili di stile pittorialista.
Nel 1921 si separò dal marito e aprì il proprio studio fotografico a Berlino; il suo lavoro includeva nudi, ritratti di ballerini e persone famose, come Max Planck, Clara Rilke-Westhoff, Lotte Pritzel, Sent M'Ahesa  e Albert Einstein.
Fotografò anche mostre e architettura moderna, come gli interni di Marcel Breuer ed edifici di Walter Gropius.
Morì a Berlino nell'aprile del 1935.

## Galleria d'immagini

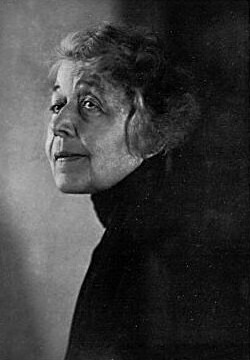
Ricarda Huch, 1931
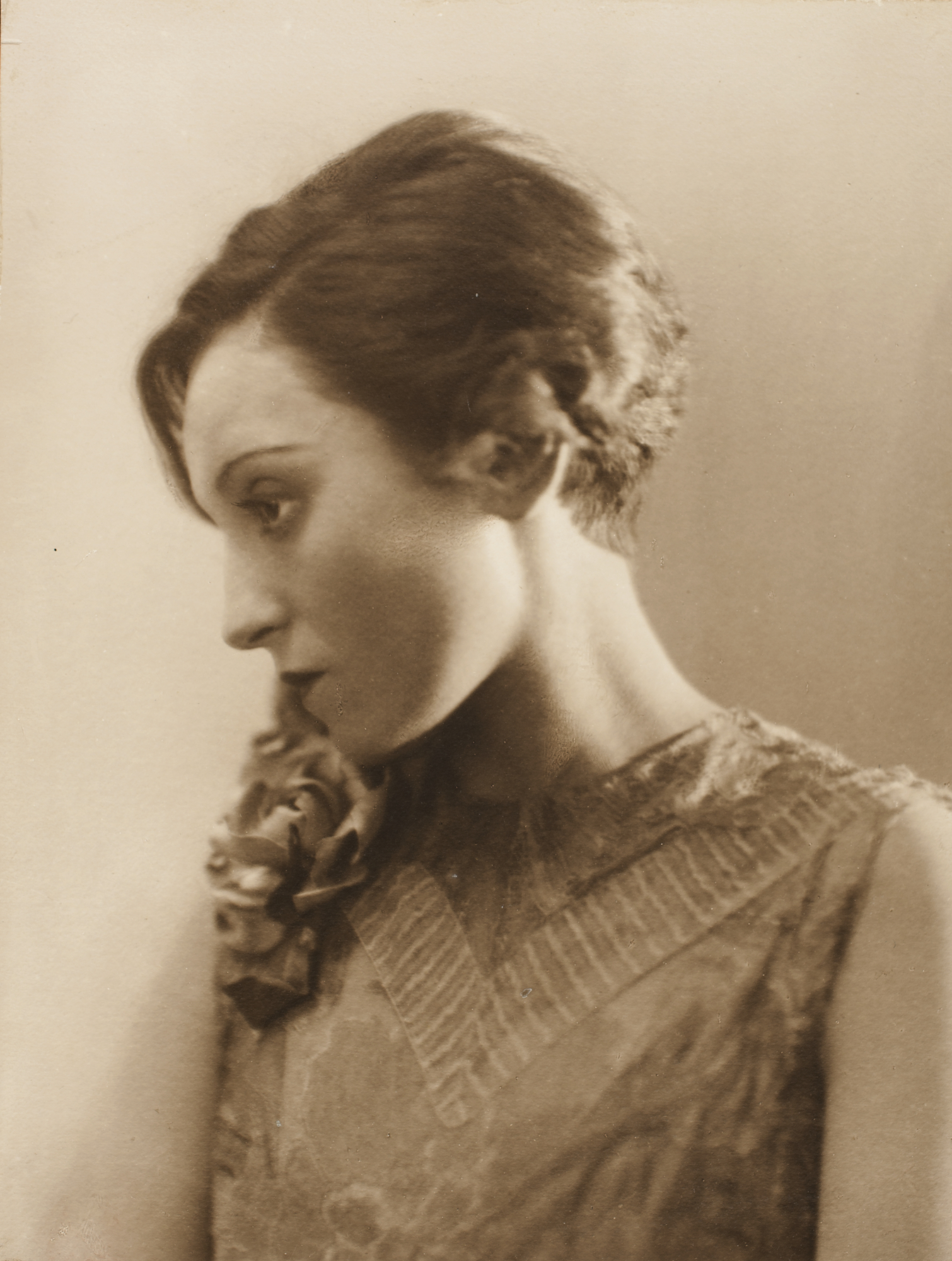
Elisabeth Bergner
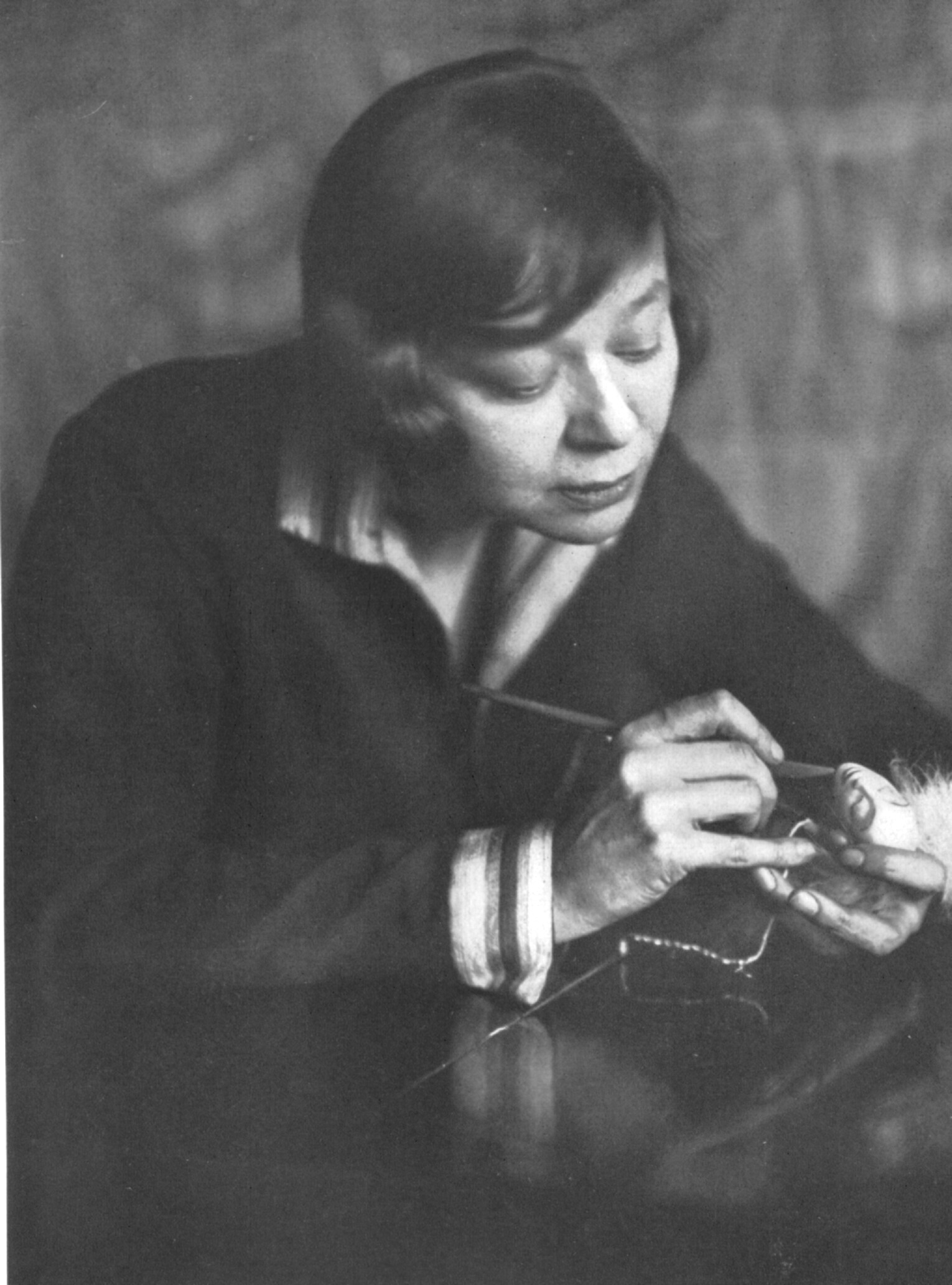
Lotte Pritzel
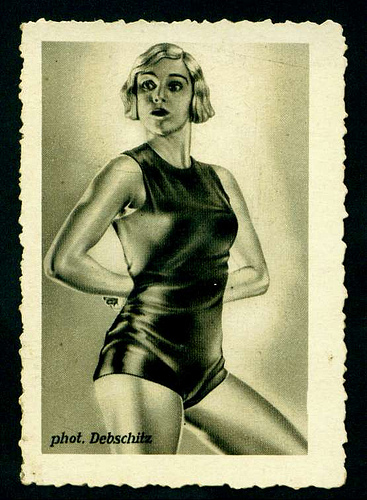
Trudi Schoop
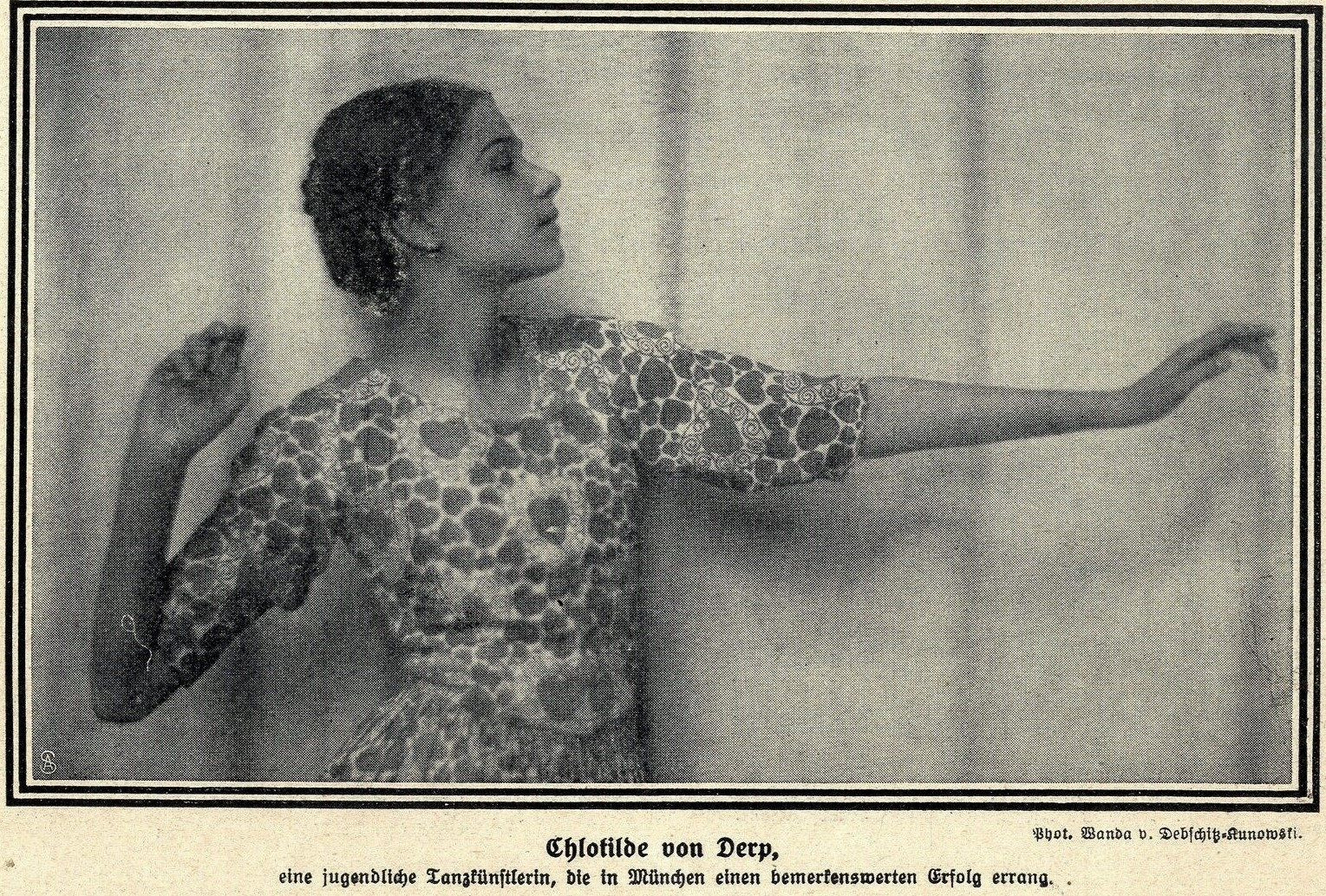
Chlotilde von Derp, 1910
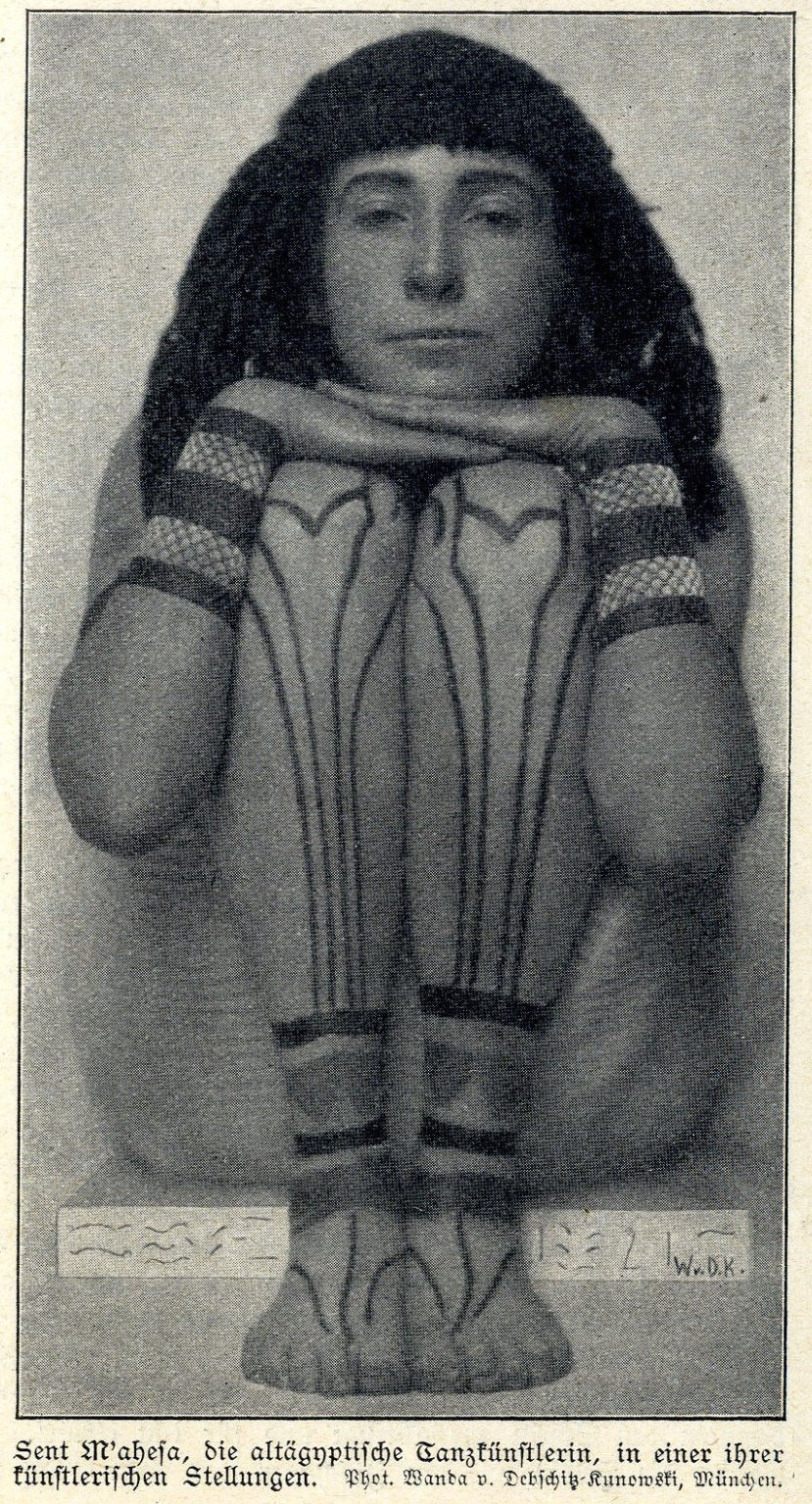
Sent M'Ahesa